# Индијски биво
Индијски биво (лат. Bubalus arnee) је крупна врста говеда (Bovidae), дивља форма бивола.

## Угроженост
Ова врста се сматра угроженом. Глобална популација се цени на свега 3400 преживелих јединки, од чега 91% живи у Индији, углавном на подручју Асама. Верује се да је дивљи индијски биво директни предак доместификованог бивола.

## Распрострањење
Ареал индијског бивола обухвата већи број држава у Југоисточној Азији. Присутан је у следећим државама: Индија, Непал, Тајланд, Бурма, Бутан и Камбоџа. Врста је изумрла у Бангладешу, Пакистану, Шри Ланци, Лаосу и Индонезији, а могуће је да је изумрла и у Вијетнаму.

## Станиште
Станишта врсте су шуме, поља риже, мочварна подручја, травна вегетација, екосистеми ниских трава и шумски екосистеми, речни екосистеми и слатководна подручја. Врста је по висини распрострањена од нивоа мора до 1.000 метара надморске висине.